# Музей промышленной истории Петрозаводска
Галерея промышленной истории Петрозаводска — старейший музей города Петрозаводска, основан в 1838 году. Расположен в одном из зданий, где прежде находился Онежский тракторный завод.

## История
История музея промышленной истории Петрозаводска начинается в 1838 году, когда при Александровском пушечно-литейном заводе был открыт Горный музеум. Основу экспозиции музея составляли образцы продукции предприятия. Музей создавался под руководством горного начальника Романа Адамовича Армстронга. Коллекции Горного музеума явились основой для открытого в 1871 году Олонецкого естественно-промышленного и историко-этнографического музея
Возрождение музея состоялось 12 сентября 1967 года. Музей истории Онежского тракторного завода размещался в Доме культуры ОТЗ на улице Гоголя.
В 1990-х годах в связи с продажей здания Дома культуры и кризисными явлениями на заводе, музей был закрыт.
27 июня 2003 года, во время празднования 300-летнего юбилея завода и города, музей снова открыл свои двери. С этого времени музей размещается в здании бывшей заводской поликлиники (построено в 1949 году) на улице Калинина (на территории завода).
Угроза закрытия музея возникла в 2009 году, когда Онежский тракторный завод начал полный переезд на вторую площадку, расположенную проезде Тидена. Против переезда музея выступили ветераны Онежского тракторного завода и депутаты Петрозаводского городского Совета.
В апреле 2009 года Председатель Законодательного Собрания Республики Карелия, председатель Объединённой комиссии по развитию Петрозаводска Николай Левин выступил с инициативой сохранить музей и выкупить его у завода. Глава Республики Карелия Сергей Катанандов выступил с инициативой преобразования музея истории ОТЗ в музей промышленности Карелии, который бы стал филиалом Карельского государственного краеведческого музея. В дальнейшем никаких шагов по приобретению музея в собственность города предпринято не было. Угроза ликвидации музея не была устранена, поэтому добровольцами (сотрудниками краеведческого музея и студентами КГПУ) велась работа по созданию электронного каталога музея.
В 2010 году по итогам конкурса территория Онежского тракторного завода была передана в управление инвестиционно-девелоперской компании «Охта Групп».
17 сентября 2011 года после реконструкции, которую провела «Охта-групп» на собственные средства, Музей истории ОТЗ был снова открыт под новым названием — Музей промышленной истории Петрозаводска.
В 2016 году в соответствии с нормами федерального законодательства, запрещающими негосударственным формированиям использовать в наименовании термин «Музей», Музей был переименован в «Галерею промышленной истории».
Сегодня Галерея — единственное в Карелии выставочное пространство, в котором представлен интересный и значимый пласт истории Петрозаводска: развитие градообразующих предприятий с момента закладки Петровского завода. Экспозиция Галереи объединяет тематическую выставку на основе фондов Музея Онежского тракторного завода и Музея судостроительного завода «Авангард», а также новые инсталляции о промышленной истории города.

## Тематические залы
Зал временных выставок — пространство для новых проектов и самовыражения интересных людей.
Зал интерактивных экспонатов — научно-техническое пространство для интерактивного изучения применения законов физики и механики в промышленности и повседневном быту. Зал оснащен современными экспонатами, hands-on, имитирующими различные производственные механизмы. Их не только можно, но и нужно трогать руками.
Исторический зал — пространство, посвященное истории города: все о Петровской слободе, Петровском и Александровском заводах, Петрозаводске как городе литейщиков.
Зал промышленности Петрозаводска: от истории Александровского завода в начале XX веке к «Онежскому механическому и металлургическому заводу» (ОММЗ) до становления «Онежского тракторного завода» (ОТЗ), строительство и развитие завода «Авангард».
Основу экспозиции составляют образцы и макеты продукции, выпускавшейся Петровским и Александровским заводами, ОММЗ, ОТЗ и предприятием «Авангард» в разные периоды. Среди экспонатов Галереи — ядра, пушки, художественное литье, найденные в ходе строительства и реконструкции ОТЗ, макеты тракторов и судов, фотографии, памятные знамёна и многое другое. Возраст отдельных экспонатов составляет от 200 до 300 лет.
К наиболее интересным экспонатам можно отнести представленные на площадке перед входом в Галерею фрагменты первой в России железной дороги, построенной в 1788 г. В историческом зале можно ознакомиться с образцами художественного литья, действующими моделями цехов Петровского и Александровского заводов.